# Frontera entre Nigèria i São Tomé i Príncipe
La frontera entre ella Nigèria i São Tomé i Príncipe consisteix en dos segments marítims al golf de Guinea. Aquesta frontera és definida per la regla d'equidistància entre ambdós països, principalment a través de la ZEE de São Tomé i Príncipe.
Els segments marítims lineals són definits per set punts de coordenades individuals.
- Punt 11 : 1°56'23.1" N, 3°35'09.00" E
- Punt 12 : 2°05'56.3" N, 4°25'32.80" E
- Punt 13 : 2°16'08.6" N, 5°05'47.10" E
- Punt 14 : 2°25'11.6" N, 5°32'02.50" E
- Punt 15 : 2°33'24.7" N, 5°51'26.20" E
- Punt 16 : 2°49'33.4" N, 6°24'15.70" E
- Punt 17 : 2°56'41.5" N, 6°43'07.20" E
- Punt 18 : 3°01'31.2" N, 7°01'26.70" E
- Punt 19 : 3°02'33.5" N, 7°07'38.90" E

El punt 19 correspon al trifini amb la Guinea Equatorial mentre que el punt 19 situat a l'oest correspon al límit de 200 milles nàutiques.
Una àrea més àmplia de cooperació sobre els recursos del subsòl es va definir mitjançant un tractat signat a São Tomé el 26 d'abril de 2001.